# Sjems Tebrizi

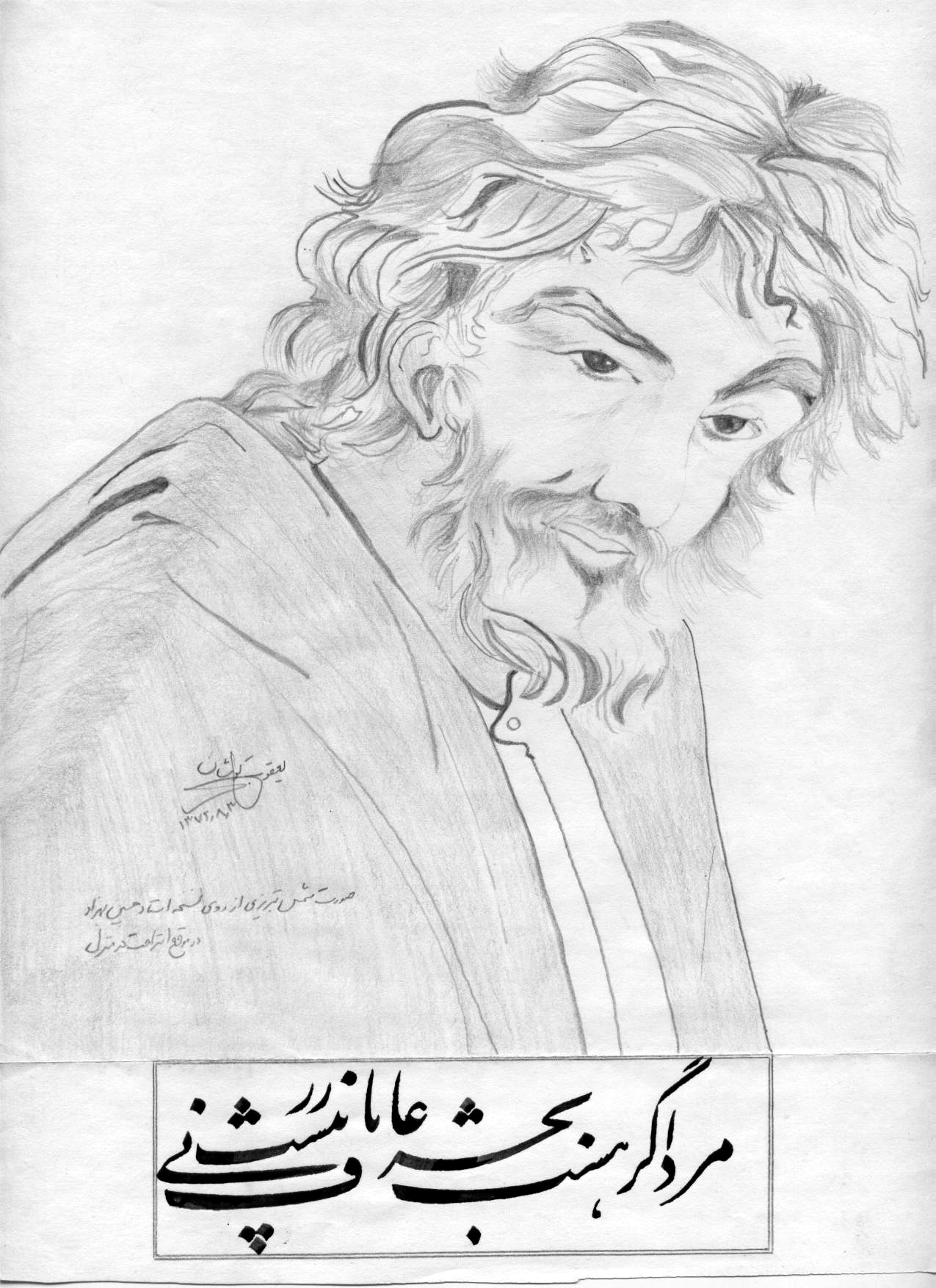
Sjems Tebrizi

Sjems Tebrizi, Shams-i-Tabrīzī, of Shams al-Din Mohammad (Engels: Shams Tabrizi, Perzisch: شمس تبریزی, Turks: Şems-i Tebrizi)  (1185–1248) was een Perzische soefi-mysticus en derwisj.
Hij staat bekend als de mysterieuze leraar / spirituele gids van de wereldberoemde Mevlana Rumi, en zorgde voor diens spirituele transformatie.
De bron van Tebrizi's leer was Ali ibn Abu Talib, die in veel kringen ook wel de vader van het soefisme wordt genoemd. Sjems wordt bijzonder gerespecteerd door Rumi in zijn verzameling gedichten, onder andere de Diwan-i Shams-i Tabrīzī. Volgens de overleveringen onderwees Sjems Rumi afgezonderd van de buitenwereld voor een periode van veertig dagen, voordat hij verdween. Bekend is ook zijn Veertig Regels van de Liefde.

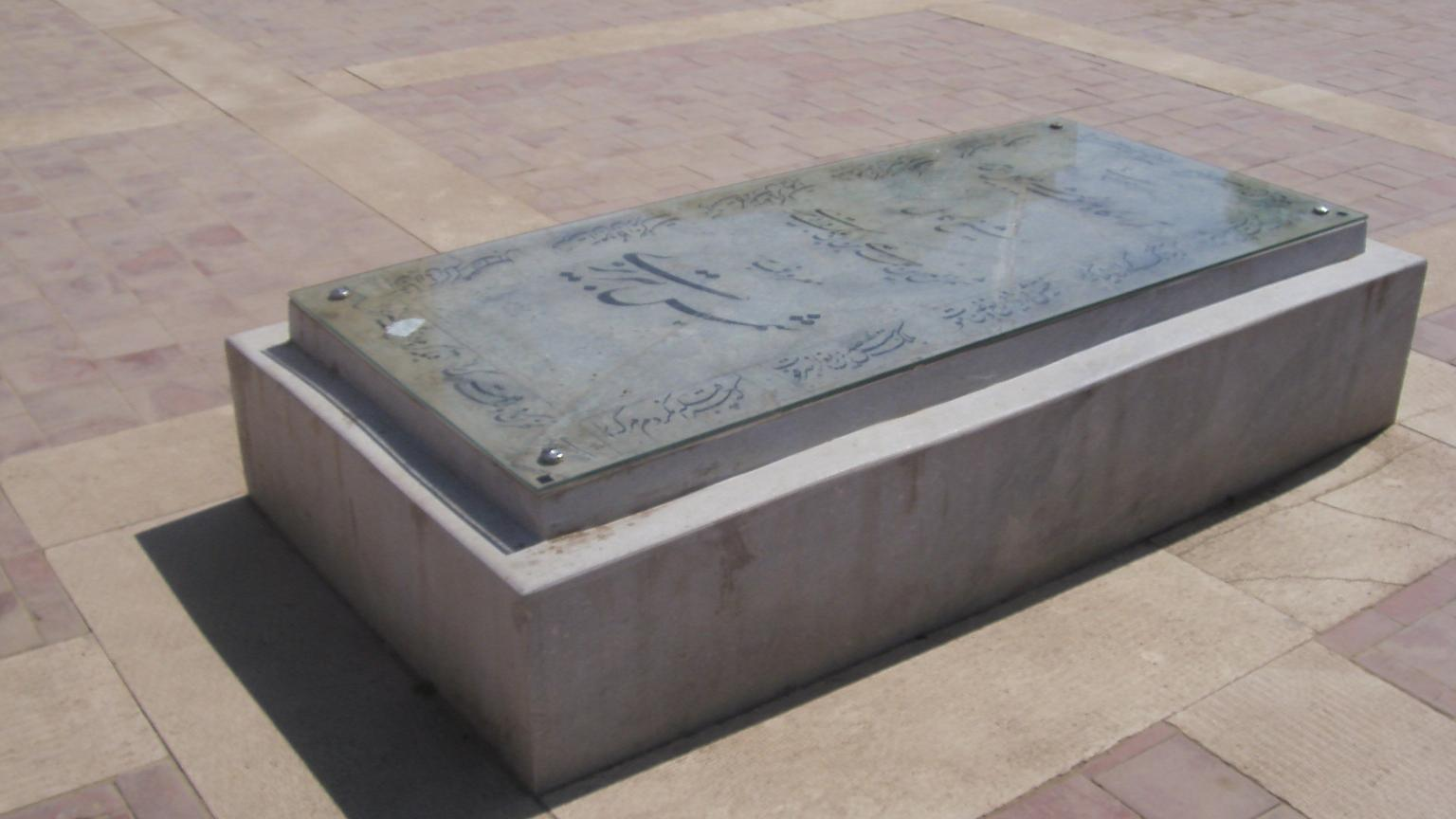
Tombe van Sjems Tebrizi

Of Sjems werd vermoord door de jaloerse volgers van Rumi of zelf vluchtte naar Damascus blijft nog steeds een mysterie. De tombe van Sjems werd recentelijk genomineerd voor de  UNESCO-Werelderfgoedlijst.
Ook in de Makalat van Hadji Bektasj Veli wordt Sjems beschreven als iemand die op zoek was naar iets, voordat hij Mevlana Rumi tegenkwam in Konya.
In de online te bekijken tekenfilm Rumi Animated Biography is de ontmoeting tussen Sjems en Rumi in het Engels gereconstructueerd.
“Er mag niets tussen jou en God in staan. Geen imam, priester, rabbi of enige andere bewakers van moreel en religieus leiderschap. Geloof in je eigen waarden en regels, maar leg ze nooit aan anderen op. Als je voortdurend andermans hart breekt, deugt er niets van het religieuze plichtsbesef dat je betoont.” 
- Sjems, in een van zijn 40 regels van de Liefde.

Uitgave in het Nederlands: Waar twee oceanen samenkomen; De inspiratie van Sjams en Roemi; Bloemlezing uit de Maqalat-e Sjams. Uitgeverij Synthese, Den Haag 2007

## Varia
De roman De veertig regels van Liefde van Elif Shafak geeft een vrije interpretatie van de veertig regels die Sjems over de liefde schreef en van hoe de relatie tussen Sjems en Rumi zich ontwikkelde.